# Willemit
Willemit er et zink silikatmineral (Zn2SiO4) og en mindre zinkmalm. Det er stærkt fluorescent (grøn) under kortbølge-UV-lys. Det forekommer i mange forskellige farver i dagslys, i fibrøse masser, faste brune masser og æblegrønne ædelstenslignende masser.
Det blev opdaget i 1830 og navngivet efter Vilhelm 1. af Nederlandene.

## Fodnoter
1. ↑  http://webmineral.com/data/Willemite.shtml Webmineral

| Kemi | Spire Denne artikel om kemi er en spire som bør udbygges. Du er velkommen til at hjælpe Wikipedia ved at udvide den. |